# Cossura soyeri
Cossura soyeri é uma espécie de anelídeo pertencente à família Cossuridae.
A autoridade científica da espécie é Laubier, tendo sido descrita no ano de 1964.
Trata-se de uma espécie presente no território português, incluindo a sua zona económica exclusiva.